# Manx (petit corps du Système solaire)
Pour les articles homonymes, voir Manx.

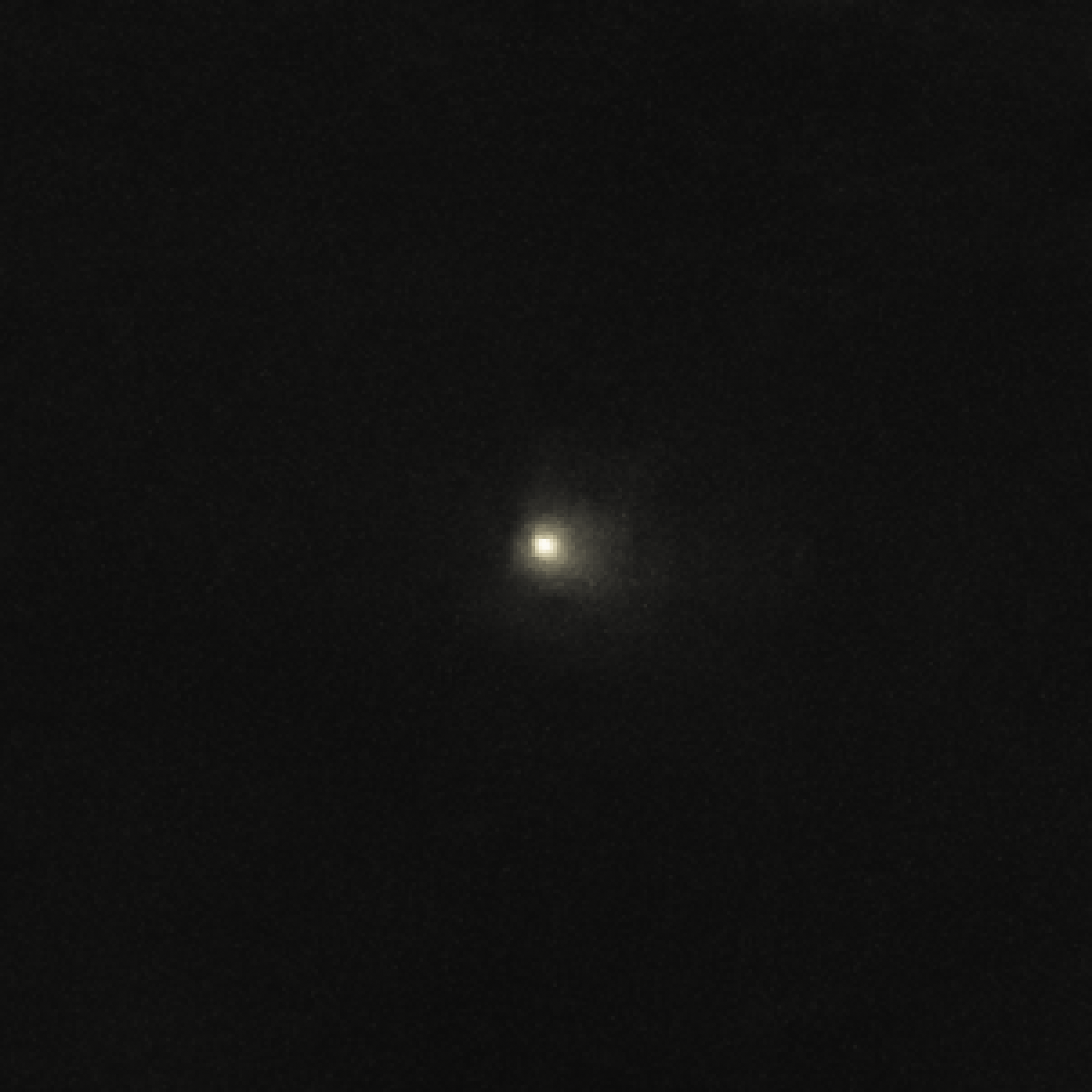
C/2014 S3 (PANSTARRS).

En astronomie, et plus spécifiquement dans l'étude du Système solaire, un objet Manx, une comète Manx ou plus simplement un Manx, est un petit corps qui approche le Système solaire interne sur une orbite typique d'une comète à longue période mais qui, contrairement aux comètes (qui arborent généralement de longues queues brillantes), montre très peu voire pas d'activité même près du périhélie (ce qui est plus typique des astéroïdes du Système solaire interne). Cette catégorie de petits corps comprend aussi bien des objets classés comme comète (préfixe C/, si une activité même faible a été détectée) que des objets classés comme planète mineure (sans activité détectée, dont des objets A/).
Le surnom vient des Manx, race de chats sans queue.

## Origine du nom

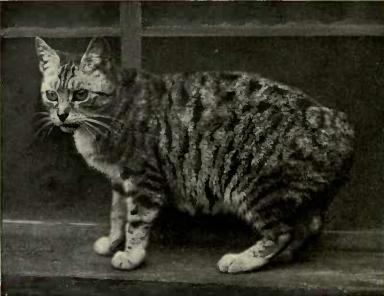
Un chat Manx.

Ce objets sont nommés d'après les Manx, une race de chats sans queue,. Ce nom fait écho à l'absence de queue cométaire de ces objets, ou à la faible longueur de cette queue quand ils en ont une. Dans un contexte astronomique, le nom « Manx » a été employé pour la première fois par Karen J. Meech et ses collaborateurs en 2014 pour décrire la comète C/2013 P2 (PANSTARRS).

## Exemples
Comme exemples de ces objets, on peut citer C/2013 P2 (PANSTARRS), découvert le 4 août 2013, qui a une période orbitale supérieure à 51 millions d'années, et C/2014 S3 (PANSTARRS), découvert le 22 septembre 2014, qui provient du nuage de Oort et pourrait aider à expliquer la formation du Système solaire.
- 1996 PW[2]
- C/2013 P2 (PANSTARRS)[1]
- C/2014 S3 (PANSTARRS)[2],[1]
- A/2018 V3[1]